# 美国归正会
美国归正会（Reformed Church in America，RCA）是美国的一个基督新教教派，属于改革宗，教會體制採長老制。该教派起源于荷兰，曾经称为荷兰归正会（Dutch Reformed Church，並与原来讲德语的复初会作区別），从1628年成立至1819年是荷兰归正会的北美分支。
美国归正会參與美国基督教会联合会（National Council of Churches）、普世教會協會（World Council of Churches）和世界改革宗聯會，一部分的會堂則加入全國福音派協會（National Association of Evangelicals）.
美国归正会接受《比利時信條》、《多特信經》與《海德堡要理問答》等宗教改革運動時期的喀爾文宗文獻，以及該教會在當代的信仰宣言：Our Song of Hope(1978)，和反對種族隔離的貝爾哈信仰告白(1982)。
美国归正会和美國福音路德教會、美國聯合基督教會、美國長老教會達成共融，不過在2009年時教會內的保守派有撤銷的呼聲。在2014年美国归正会與北美基督教歸正教會達成結盟關係。

## 历史
归正会是北美洲最古老的新教教会之一。早期荷兰移民在新尼德兰举行宗教集会 1628年，Jonas Michaelius在新阿姆斯特丹纽约市东22街25号归正会大厦（Reformed Church Building）组织了荷兰归正会。在纽约市有4座教堂：华盛顿堡教堂（Fort Washington Collegiate Church）、中教堂（Middle Collegiate Church）、大理石教堂（Marble Collegiate Church），和西区教堂（West End Collegiate Church）。
归正会是新尼德兰的官方宗教。尽管英国人在1664年夺取了这个殖民地，所有归正会神职人员仍在荷兰受训练，直到1764年，归正会的礼拜一直使用荷兰语。
该教派建立了纽约州和新泽西许多古老的殖民地教堂；19世纪中叶来自荷兰的新移民，又使得该教派在中西部得到发展。在密歇根州的荷兰建立了Hope 学院和西部神学院，在佩拉建立了中央学院。1857年密歇根的一批荷兰移民由Gijsbert Haan领头，从归正会分裂出去，组织了Christian Reformed Church，其他人也效仿他。第二次世界大战以后该教派扩展到加拿大。从1949年到1958年，该教派在非荷兰人的郊区社区建立了120个教堂。

## 名人
- Everett Dirksen（英语：Everett Dirksen），美国参议员
- Norman J Kansfield（英语：Norman J. Kansfield），神学家
- Norman Vincent Peale（英语：Norman Vincent Peale），佈道家
- 西奥多·罗斯福，美国第26任总统
- 菲力·斯凱勒，美国革命领袖
- 羅伯特·舒樂，佈道家
- 马丁·范布伦，美国第8任总统

## 大学和神学院
大学
- 中央学院（英语：Central College (Iowa)），位於佩拉
- 候普學院（英语：Hope College），位於密歇根州霍蘭
- 愛荷華西北學院（英语：Northwestern College (Iowa)），位於州

神學院
- 新Brunswick 神学院（New Brunswick Theological Seminary），位於新泽西州
- ，位於密歇根州霍蘭

## 在华传教
归正会最初加入美国公理会差会进行海外传教。1857年才成立了独立差会。那一年，约翰·打马字（J.V.N. Talmage）在中国厦门将公理会1842年开始的工作移交给归正会。
归正会在中国传教的区域始终局限在福建南部。先后建立的传教站有5个:厦门(1842)；漳州(1853)；小溪(平和，1876)；同安(1886)和龙岩（1919年）。除了建立教堂以外，还建立了厦门救世医院、毓德女中、寻源中学（林语堂的母校，先在厦门，后迁漳州），平和小溪救世医院，同安医院等附属机构，并参与合办福州福建协和大学。
1919年，归正会在中国福建有36名西教士，2627名受餐信徒。1935年，归正会在中国福建有4个总堂，26个支堂，西教士37人，华传道91人，受餐信徒3418人。干事礼振铎驻鼓浪屿。

## 资源
- M. G. Hansen,归正会在荷兰, 1340–1840 (1884)
- J. J. Birch, The Pioneering Church in the Mohawk Valley (1955)